# Johann VII. (Werle)
Johann VII. von Werle [-Güstrow] (* um 1375; † zwischen dem 14. August 1414 und dem 17. Dezember 1414) war von 1395 bis 1414 Herr zu Werle-Güstrow.
Er war der zweitälteste Sohn von Lorenz und Mechthild († vor dem 17. Dezember 1402).
Nach dem Tod des Vaters Lorenz im Jahr 1393/94 regierte erst sein Bruder Balthasar allein, aber ab dem 11. Dezember 1395 regierte Johann zusammen mit seinem Bruder. Ab dem 1. Mai 1401 wurde auch sein Bruder Wilhelm von Werle Mitregent.
Er war mit Katharina von Sachsen-Lauenburg, einer Tochter Erichs IV. von Sachsen-Lauenburg verheiratet. Diese heiratete nach seinem Tod Johann IV. von Mecklenburg.
Kinder sind von ihm nicht bekannt.

## Weblink
- Stammtafel des Hauses Mecklenburg (Memento vom 3. Juli 2012 im Internet Archive)

| Personendaten    | Personendaten                                  |
| ---------------- | ---------------------------------------------- |
| NAME             | Johann VII.                                    |
| KURZBESCHREIBUNG | Herr zu Werle-Güstrow                          |
| GEBURTSDATUM     | um 1375                                        |
| STERBEDATUM      | zwischen 14. August 1414 und 17. Dezember 1414 |